# 名誉灯台長
名誉灯台長(めいよとうたいちよう)とは、日本の海上保安庁の各管区が、その地区に居住する非職員たる地域住民の中で灯台の番監視に貢献した人に授与する称号である。

## 名誉灯台長
海上保安庁第十管区のある沖縄県は、沖縄本島を中心に多くの島々からなり、海上保安庁の設置する灯台では、主に近隣の地域住民の協力を得て、灯台の監視及び管理が行われている。そこで、平成12年(2000年)海上保安庁第十管区長によって、灯台の監視活動や灯台周辺の清掃活動などにより、航行援助業務に貢献し、かつ灯台の歴史に長け地域住民より広く親しまれている人物に名誉灯台長の称号が贈られることとなった。現在、十管区内には、灯台管理に務める各島々の住民総勢15名にこの称号が贈られている九州や北海道でも海上保安庁から地元の元漁師等に名誉灯台長の称号を贈られている事例がある。

### 報道資料
- 『読売新聞』2003年11月27日西部朝刊北九版
- 『読売新聞』2010年5月26日東京朝刊道社B版